# Cloniophorus dorae
Cloniophorus dorae es una especie de escarabajo longicornio del género Cloniophorus, tribu Callichromatini, subfamilia Cerambycinae. Fue descrita científicamente por Lepesme en 1953.

## Descripción
Mide 17-19 milímetros de longitud.

## Distribución
Se distribuye por Angola, República Democrática del Congo y República del Congo.